# جودي غرين (كاتبة)
جودي غرين (بالإنجليزية: Judy Green)‏ (26 أكتوبر 1931، نيويورك في الولايات المتحدة - 14 سبتمبر 2001)؛ روائية أمريكية. درست في كلية فاسار.